# Рентерия, Васон
Ва́сон Либа́рдо Рентери́я Куэ́ста (исп. Wason Libardo Rentería Cuesta; род. 4 июля 1985[…], Кибдо) — колумбийский футболист, нападающий. Бывший игрок сборной Колумбии.

## Биография
Рентерия — воспитанник молодёжной академии клуба Патриотас из города Тунха. В 2002 году он перешёл в «Бояка́ Чико́», где дебютировал на профессиональном уровне в чемпионате Колумбии через два года. В 2005 году Рентерия участвовал в молодёжном чемпионате мира в составе сборной Колумбии и стал победителем этого турнира. По его окончании, Рентерию приобрёл бразильский «Интернасьонал».
В бразильской команде Рентерия зачастую использовался как игрок, выходящий на замену (как правило, он был дублёром Рафаэла Собиса) и усиливавший атакующий потенциал команды. Таким образом он забил гол в ворота «Насьоналя» в четвертьфинале Кубка Либертадорес 2006 года. Он подработал мяч в полёте, перебросив его через соперника и в полёте послал мяч в сетку ворот — похожий гол забивал Пеле в финале чемпионата мира 1958 года. Этот гол стал одним из самых красивых в розыгрыше турнира, а «Интернасьонал» в итоге выиграл трофей впервые в своей истории. Рентерия забил в турнире 4 гола. Однако вторая половина 2006 года сложилась для колумбийца не очень удачно — футболист часто лечился от травм и был продан в «Порту» в январе 2007 года.
В португальской команде Рентерия не смог закрепиться — он провёл шесть матчей в чемпионате, в пяти случаях выходя на замену и не забив ни одного гола. В августе Васон на правах аренды перешёл в «Страсбур». Там он стал лучшим бомбардиром своей команде в сезоне, забив 9 голов в 28 матчах чемпионата Франции. Но это не помогло спасти «Страсбур» от вылета во 2 Лигу. Сезон 2008-09 на правах аренды Рентерия провёл в «Браге», образуя атакующую связку с Альбертом Мейонгом. Рентерия помог клубу выйти в 1/8 финала Кубка УЕФА.
Остаток 2009 года и 2010 год Рентерия также провёл в арендах из «Порту» — сначала в «Атлетико Минейро», а затем опять в «Браге».
В 2011 году Рентерия после 6-летнего отсутствия вернулся на родину, став лидером атак «Онсе Кальдас». После удачного выступления за команду из Манисалеса Рентерией заинтересовался мексиканский «Крус Асуль», но нападающий не смог пройти в команду по медицинским показателям. Вскоре Рентерия подписал по сложной схеме контракт с клубом низших лиг чемпионата Бразилии СЭР Кашиас и сразу же был отдан в аренду в стан победителя Кубка Либертадорес 2011 «Сантос» до конца 2011 года с правом продления до середины 2012 года. Этип правом «Сантос» воспользовался, но в середине 2012 года Рентерия всё же покинулд бразильскую команду и новый сезон начал на родине, в «Мильонариосе».
В 2014 году вновь покинул Колумбию, но сезон в аргентинском «Расинге» прошёл неудачно и Васон вернулся на родину, в «Ла Экидад». Затем он в третий раз за карьеру выступал в «Бояка Чико», а в 2017 году играл за «Атлетико Тубаран». В июле того же года подписал контракт с «Гуарани» из Кампинаса, выступающем в Серии B Бразилии.
В составе основной сборной Колумбии Рентерия дебютировал в 2005 году на Золотом кубке КОНКАКАФ, куда Колумбия получила специальное приглашение. За национальную команду игрок выступал во всех возрастных категориях, и на данный момент провёл за главную сборную 20 матчей, в которых забил 4 гола.
Младший брат Васона, Карлос Рентерия (1986 года рождения) — также футболист, чемпион Колумбии 2011 года (Апертура) в составе «Атлетико Насьональ» и дважды — лучший бомбардир чемпионата Колумбии (Апертура 2010 и Апертура 2011).

## Достижения
- Чемпион Аргентины: 2014
- Чемпион Колумбии: Фин. 2012
- Чемпион Португалии: 2006/07
- Чемпион Колумбии во втором дивизионе: 2003
- Победитель Кубка Либертадорес: 2006
- Победитель Кубка Интертото: 2008
- Чемпион Южной Америки среди молодёжных команд: 2005